# Georg Eisenberger

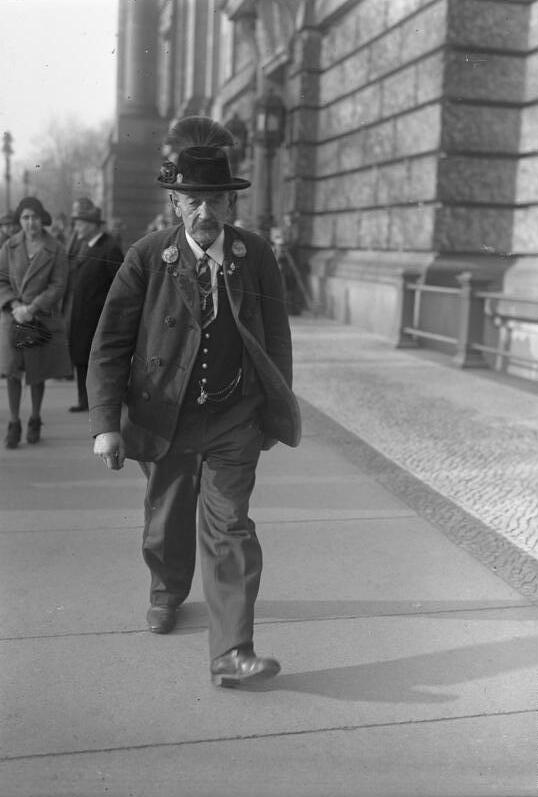
Georg Eisenberger, 1930

Georg Eisenberger, genannt der Hutzenauer (* 28. März 1863 in Hutzenau; † 1. Mai 1945 in Ruhpolding) war ein deutscher Politiker des Bayerischen Bauernbundes.

## Leben und Beruf
Eisenberger, der römisch-katholischen Glaubens war, besuchte bis 1876 die Volksschule und anschließend drei Jahre die Feiertagsschule in Ruhpolding. Bereits Ende der 1870er arbeitete er auf dem Berghof seines schwer kranken Vaters. Daneben war er von 1885 bis 1892 als Holzarbeiter im Staatsforst tätig. 1892 übernahm er endgültig den väterlichen Hof mit elf Hektar Wiesen und drei Hektar Wald.
Eisenberger war mit der Binderstochter von Grabenhäusl, Maria Dagn, verheiratet und hatte vier Kinder.

## Politische Tätigkeit
Eisenberger beteiligte sich im Mai 1893 an der Gründung des Bundes der Oberländer Waldbauern zur Wahrung der Rechte der Interessen der Landwirthschaft in ihrer Beziehung zur Forstwirthschaft und zum Jagdwesen. Im Dezember 1893 schloss sich dieser dem neu gegründeten Oberbayerischen Bauernbund an, in dem Eisenberger zum stellvertretenden Bundesmeister gewählt wurde. 1897 schlossen sich die Bauernbünde aus Nieder- und Oberbayern zum Bayerischen Bauernbund zusammen. Eisenberger gehörte von Anbeginn dessen Vorstand an und war von 1901 bis 1930 erster Vorsitzender des BBB.
Eisenberger wurde 1893 als jüngster Abgeordneter in den Gemeinderat von Ruhpolding gewählt und fungierte von 1905 bis 1919 als Bürgermeister der Gemeinde.
Von 1905 bis 1920 vertrat Eisenberger als bayerischer Landtagsabgeordneter den niederbayerischen Wahlkreis Griesbach. Er engagierte sich dort insbesondere für die Verbesserung der Almwirtschaft. Eisenberger gehörte 1919/20 der Weimarer Nationalversammlung an, wo er die Verfassung ablehnte, weil sie dem BBB zu zentralistisch erschien. Anschließend war er bis Juli 1932 Reichstagsabgeordneter. Lediglich dem zweiten Reichstag nach der Reichstagswahl am 4. Mai 1924 gehörte er nicht an. Bei der dritten Reichstagswahl am 7. Dezember 1924 gelang ihm aber der Wiedereinzug in den Reichstag.
1931 hätte ihn ein aufgebrochenes Magengeschwür fast das Leben gekostet, aus gesundheitlichen Gründen kandidierte er 1932 nicht mehr für den Reichstag, unterstützte aber seine Partei weiter nach Kräften. Eisenberger, der ein entschiedener Gegner der Nationalsozialisten war, konnte den Aufstieg der NSDAP auch im Bezirksamt Traunstein nicht aufhalten (Reichstagswahl 1930: Bauernbund 29,1 %, NSDAP 7,4 %; 1933: Bauernbund 13,5 % NSDAP 35 %).

## Jahre der NS-Herrschaft
Nach der Machtergreifung Hitlers zog sich Eisenberger aus der Politik zurück. Der Bauernbund hatte sich im April 1933 selbst aufgelöst und seinen Mitgliedern den Eintritt in die NSDAP empfohlen. Er verbrachte die Jahre der NS-Herrschaft zurückgezogen auf seinem Hof und brachte seine Lebenserinnerungen Mein Leben für die Bauern zu Papier, die erst 2011 veröffentlicht wurden (siehe Abschnitt „Literatur“). Darin finden sich auch antisemitische Formulierungen (bereits 1895 hatte Eisenberger gefordert, Handwerker und christliche Geschäfte zu unterstützen und nicht das „Großkapital, das meist jüdisch“ sei). Allerdings hatte er bereits ein halbes Jahr vor dem Putsch von 1923 im Reichstag vor den „Hitlerbuben“ gewarnt, deren „Bewegung leider in ihrer Bedeutung von unserer Regierung unterschätzt worden ist“ und die „das Wirtschafts- und Ernährungsproblem in der Weise lösen wolle, dass man alle Juden aufhängt“.
Wenige Wochen vor seinem Tod hatte er einen Schlaganfall, er starb kurz vor Kriegsende am 1. Mai 1945.

## Ehrungen
Eisenberger wurde 1919 zum Ehrenbürger von Ruhpolding ernannt.
Eisenberger war u. a. deswegen bekannt, weil er auch bei den Sitzungen des Landtags oder des Reichstags nicht im Frack erschien, sondern in der heimatlichen Gebirgstracht. Ob Ludwig Thoma sich von ihm zu seiner Figur des Josef Filser inspirieren ließ, ist unklar, denn Filser ist Landtagsabgeordneter für die Deutsche Zentrumspartei, einem politischen Gegner des Bauernbundes. In seinem Roman Andreas Vöst allerdings erwähnt Thoma den Bauernführer der Hutzenauer; die (fiktive) Figur des Ruhpoldinger Bauernführers der Vachenauer, der im Roman wortstark für die Belange des Bauernbundes eintritt, ist Eisenberger nachempfunden.